# Valeri Kharlamov
Pour les articles homonymes, voir Kharlamov.
Temple de la renommée : 2005
Temple de la renommée de l'IIHF : 1998
Temple de la renommée russe : 2014
Valeri Borissovitch Kharlamov (en russe : Валерий Борисович Харламов ; né le 14 janvier 1948 à Moscou en URSS - mort le 27 août 1981 à Moscou) est un joueur de hockey sur glace soviétique. Il est le père d'Aleksandr Kharlamov.

## Biographie
Sa vitesse, son sens du jeu et son incroyable habileté avec la rondelle en ont fait un héros dans son pays et même à travers le monde. Il a joué 11 saisons avec le CSKA Moscou et a représenté son pays à trois reprises aux Jeux olympiques d'hiver, remportant l'or en 1972 et en 1976 ainsi que l'argent en 1980 après une défaite contre les États-Unis en finale, match qui est souvent qualifié de miracle sur glace. Avec l'équipe d'URSS, il a également remporté huit fois les championnats du monde entre 1969 et 1979.
Sa présence sur la glace au cours de la Série du siècle — les huit premiers matchs à opposer les meilleurs hockeyeurs de l'URSS aux professionnels canadiens en septembre 1972 — et des matches suivants contre les équipes de la Ligue nationale de hockey et de l'Association mondiale l'ont fait connaître et apprécier du public nord-américain.
Valeri Kharlamov est mort des suites d'un accident de la route entre Moscou et Saint-Pétersbourg, le 27 août 1981, à l'âge de 33 ans. Il est inhumé au cimetière de Kountsevo. Il a été intronisé en 1998 au Temple de la renommée de la Fédération internationale de hockey sur glace et en 2005 au Temple de la renommée du hockey. Le trophée Kharlamov qui est remis au meilleur joueur russe de la LNH et la coupe Kharlamov qui est attribuée au vainqueur des séries éliminatoires de la Ligue de hockey junior russe lui rendent également hommage.
En 2013, le réalisateur russe Nikolaï Lebedev relate sa biographie dans Le Légendaire n°17 où son rôle est interprété par Danila Kozlovski.

## Accomplissements
- Champion compteur (buts) 1971
- Champion compteur (points) 1972
- Joueur étoile des Championnats du monde de hockey 1972, 1973, 1975, 1976

## Palmarès

### Palmarès en club
- Championnat d'URSS
  - Vainqueur : 1968, 1970, 1971, 1972, 1973, 1975, 1977, 1978, 1979, 1980, 1981
- Coupe d'URSS
  - Vainqueur : 1968, 1969, 1973, 1974, 1975, 1976, 1977, 1979
- Coupe d'Europe
  - Vainqueur : 1968-1969, 1969-1970, 1970-1971, 1971-1972, 1972-1973, 1973-1974, 1975-1976, 1977-1978, 1978-1979, 1979-1980, 1980-1981

### Palmarès international
Championnat du monde
- Médailles d'or : 1969, 1970, 1971, 1973, 1974, 1975, 1978, 1979
- Médailles d'argent : 1972, 1976
- Médaille de bronze : 1977

Championnat d'Europe
- Médailles d'or : 1969, 1970, 1973, 1974, 1975, 1978, 1979
- Médailles d'argent : 1971, 1972, 1976
- Médaille de bronze : 1977

Jeux olympiques d'hiver
- Médaille d'or : 1972, 1976
- Médaille d'argent : 1980

## Statistiques
Pour les significations des abréviations, voir Statistiques du hockey sur glace.

### En club
| Saison           | Équipe           | Ligue            |     | PJ  | B   | A   | Pts | Pun |
| 1967-1968        | HK CSKA Moscou   | Superliga        | 15  | 2   | 3   | 5   | 6   |     |
| 1968-1969        | CSKA Moscou      | Superliga        | 42  | 37  | 12  | 49  | 24  |     |
| 1969-1970        | CSKA Moscou      | Superliga        | 33  | 33  | 10  | 43  | 16  |     |
| 1970-1971        | CSKA Moscou      | Superliga        | 34  | 40  | 12  | 52  | 18  |     |
| 1971-1972        | CSKA Moscou      | Superliga        | 31  | 24  | 16  | 40  | 22  |     |
| 1972-1973        | CSKA Moscou      | Superliga        | 27  | 19  | 13  | 32  | 22  |     |
| 1973-1974        | CSKA Moscou      | Superliga        | 26  | 20  | 10  | 30  | 28  |     |
| 1974-1975        | CSKA Moscou      | Superliga        | 31  | 15  | 24  | 39  | 35  |     |
| 1976-1977        | CSKA Moscou      | Superliga        | 21  | 18  | 8   | 26  | 16  |     |
| 1977-1978        | CSKA Moscou      | Superliga        | 29  | 18  | 24  | 42  | 35  |     |
| 1978-1979        | CSKA Moscou      | Superliga        | 41  | 22  | 26  | 48  | 36  |     |
| 1979-1980        | CSKA Moscou      | Superliga        | 41  | 16  | 22  | 38  | 40  |     |
| 1980-1981        | CSKA Moscou      | Superliga        | 30  | 9   | 16  | 25  | 14  |     |
| Totaux Superliga | Totaux Superliga | Totaux Superliga | 401 | 273 | 196 | 469 | 312 |     |